# Sillos
Sillos (altgriechisch Σίλλος Síllos) ist eine Person der griechischen Mythologie.
Bei Pausanias ist Sillos der Sohn des Thrasymedes und der Enkel des Nestor. Als sein Sohn wird Alkmaion genannt, von dem sich das athenische Adelsgeschlecht der Alkmaioniden herleitete.